# Vallis Schröteri
Vallis Schröteri est une rille située sur la face visible de la Lune, dans le quadrangle LQ10. Longue de 200 km, large de jusqu'à 10 km et sinueuse, elle a été découverte par Christian Huygens et nommée en l'honneur de l'astronome Johann Hieronymus Schröter.
Les rilles lunaires sont des tunnels de lave solidifiés. Vallis Schröteri est la plus large connue. La région qu'elle parcourt héberge à l'est le cratère d'impact Aristarque.